# Напа (река)
Вижте пояснителната страница за други значения на Напа.
Напа (на английски: Napa) е река в щата Калифорния, Съединените американски щати.
Има дължина 89 километра (55 мили) и обща площ на речния басейн от 1103 кв. км (426 кв. мили).
Извира от планината Света Елена на 1141 м (3745 фута) надморска височина, а се влива в залива Сан Пабло на 0 метра (0 фута) н.в.
Край реката е разположен едноименният град Напа.